# Liefde is een kaartspel
"Liefde is een kaartspel" ("O amor é um jogo de cartas") foi a canção belga no Festival Eurovisão da Canção 1996 que teve lugar em Oslo em 18 de maio desse ano.
A referida canção foi interpretada em neerlandês por Lisa del Bo. Foi a décima-sexta canção a ser interpretada na noite do festival, a seguir à canção neerlandesa "De eerste keer", cantada por Maxine e antes da canção irlandesa The Voice. A canção belga terminou em décimo-sexto lugar, tendo recebido um total de 22 pontos. No ano seguinte na Bélgica não participaria no 1997, regressando apenas em 1998, ano em que foi representada por Mélanie Cohl que cantou Dis oui.

## Autores
- Letrista: Daniël Ditmar
- Compositor: John Terra, Siirak Brogden
- Orquestrador: Bob Porter

## Letra
Na canção, Del Bo compara o amor a um jogo de cartas. Ela descreve um relacionamento amoroso que parece não ter sido baseado na honestidade, explicando a metáfora.

## Outras versões
- "Comme au jeu des cartes" (francês)
- "Love is like a card-game (em inglês)
- "Liebe ist ein Kartenspiel" (em alemão)

## Controvérsia
A canção tornou-se parte de uma controvérsia depois de a canção sueca de 2001 "Listen To Your Heartbeat" ter sido considerado um plágio desta canção. Ao princípio, os autores da canção sueca negaram o fa(c)to, mas depois os autores belgas e suecos chegaram a um acordo financeiro, depois de os belgas ameaçarem os suecos com a ida a tribunal.